# ホイサラ朝

ホイサラ朝

ホイサラ朝の版図

ホイサラ朝（ホイサラちょう、Hoysala dynasty）とは、11世紀から14世紀後半にかけて南インド、現カルナータカ州中南部のマイソール地方を中心に存在したヒンドゥー王朝（11世紀頃 - 1346年）。首都は、初期にベールール、のちにドーラサムドラ（Dorasamudra、現在はハレービードゥ）。

## 歴史

### 起源～後期チャールキヤ朝の封臣（諸侯）時代
始祖とされるヌリパ・カーマはマイソール地方・西ガーツ山脈に住む山間部族の一首長であったと考えられている。11世紀に平野部に進出し、マイソール地方に侵入してきたチョーラ朝との戦闘では、西ガンガ朝と後期チャールキヤ朝を助け、後者の封臣（諸侯）となった。
ヌリパ・カーマの息子ヴィナヤーディティヤも後期チャールキヤ朝に仕え、カーヴェーリ川上流のマイソールの北西100キロメートルのドーラサムドラを本拠として勢力を伸ばした。
ヴィナヤーディティヤの孫に当たるヴィシュヌヴァルダナのとき、強力な王であった後期チャールキヤ朝のヴィクラマーディティヤ6世が亡くなると、後期チャールキヤ朝の王位継承争いは激しくなって、ホイサラ家の力はますます強大となり、事実上の独立行動に出るようになった。その力はチョーラ朝からマイソールの東方のタラカードを奪い、チャールキヤ朝の地も併合を試みたほどだった。
また、ヴィシュヌヴァルダナは著名な宗教哲学者であったラーマーヌジャに師事してヴィシュヌ派に改宗し、首都にホイサレシューヴァラ寺院などを建設している。

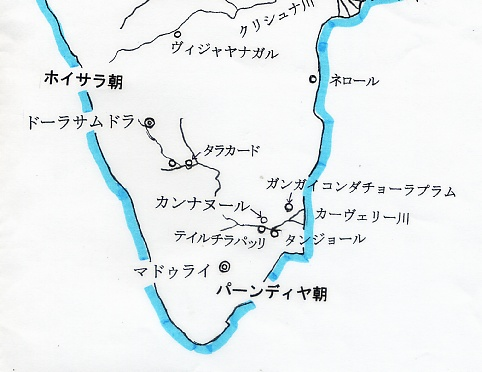
ホイサラ朝、パーンディヤ朝と終末期のチョーラ朝

### ホイサラ朝の独立とカーヴィリ川下流域への介入
ヴィシュヌヴァルダナの孫バッラーラ2世のとき、チャールキヤ朝は封臣のカラチュリ家に首都のカリヤーニを20数年間も占領されるような状況であった。
後期チャールキヤ朝のソーメーシュヴァラ4世はやっとのことで1183年、ヤーダヴァ朝の攻撃で弱まったカラチュリ家からカリヤーニを奪還して即位した。だが、まもなく自らもヤーダヴァ朝の攻撃をうけて南遷せざるを得なかった。バッラーラ2世はこれを機に、1189年に後期チャールキヤ朝のソーメーシュヴァラ4世を滅ぼした。
また、バッラーラ2世は勢いに乗るヤーダヴァ朝のビッラマ5世を破って撃退、ヤーダヴァ朝のカーヴェリ川上流域への南進を阻止し、ヤーダヴァ朝が奪ったチャールキヤ領の南半分を獲得した。ここに、後期チャールキヤ朝の版図は北西部はヤーダヴァ朝、南西部はホイサラ朝、東側は、東方の現アーンドラ・プラデーシュ州ワランガルを本拠とするカーカティーヤ朝によって分割された。
13世紀、チョーラ朝とパーンディヤ朝の抗争の激化に伴い、バッラーラ2世の息子ナラシンハ2世はチョーラ朝と同盟し、カーヴェーリ川下流域のタミル地方に進出するようになった。
13世紀中ごろ、ナラシンハ2世の息子ソーメーシュヴァラは次子のラーマナータとともに、チョーラ朝の中心地たるシュリーランガムに近いカーヴェーリ川下流北岸のカンナヌールを本拠として、侵入してくるパーンディヤ朝、カーカティーヤ朝と戦った。そのため、首都のドーラサムドラは長子のナラシンハ3世に任せきりになり、ホイサラ朝は二つの中心をもち、南北に2分されることとなった。このことは、のちの王位継承争いを引き起こすこととなった。

### 再統一から滅亡

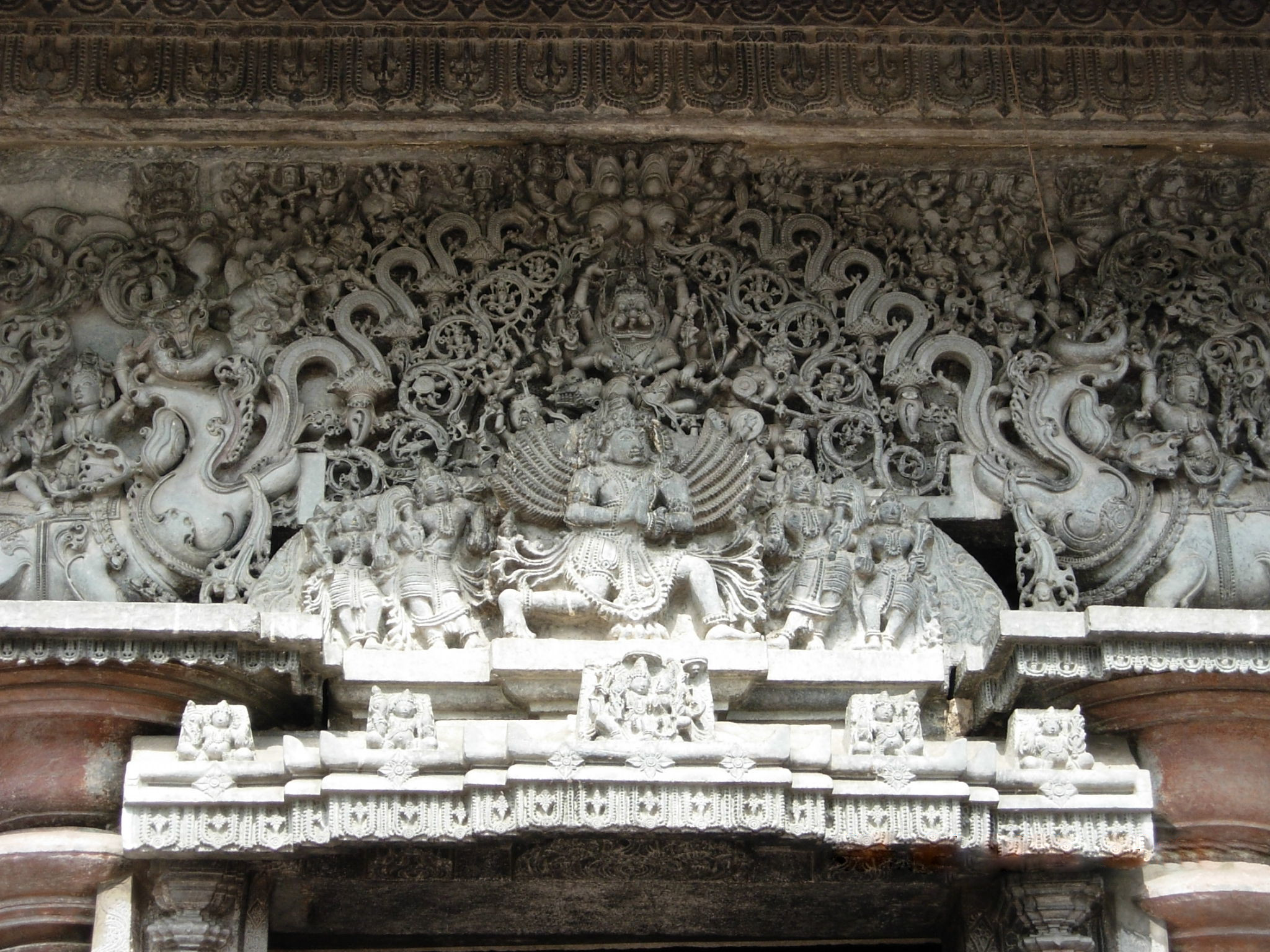
ベールールのチェンナケーシェヴァ寺院聖堂入り口のレリーフ

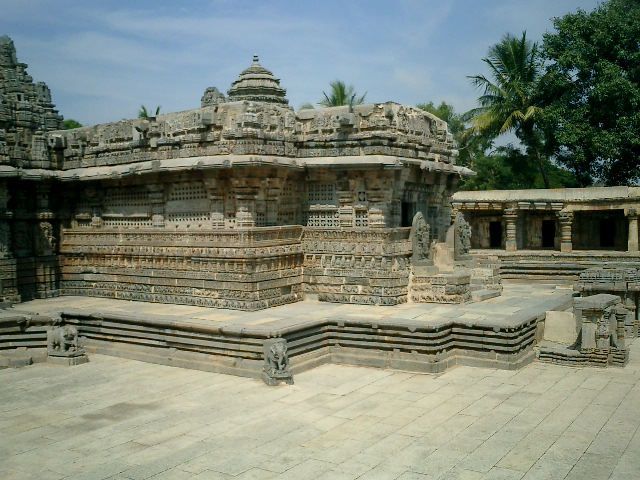
ソームナート（ソーマナータプラ）のケーシャヴァ寺院入り口部

1264年のソーメーシュヴァラの死後、ナラシンハ3世とラーマナータは互いに反目したため、南北に分かれたドーラサムドラとカンナヌールとの争いが発生し、その間にヤーダヴァ朝やカーカティーヤ朝、パーンディヤ朝の攻撃もあった。だが、1300年前後に、ナラシンハ3世の息子バッラーラ3世がカンナヌールのヴィシュヴァナータを滅ぼし、南北に分かれた王国を再統一した。
しかし、当時の北インドでは強力なハルジー朝が興り、スルターンのアラー・ウッディーン・ハルジーは名将マリク・カーフールに南方遠征を行わせた。彼は1307年にヤーダヴァ朝の首都デーヴァギリを落とし、その後、1309年にカーフールはカーカティーヤ朝の首都ワランガルを落としたのち、1310年（1311年2月とも）にはホイサラ朝の首都ドーラサムドラも落とした。バッラーラ3世は和議を結び、莫大な財宝を際出しただけではなく、毎年の貢納にも応じた。
ホイサラ朝は1320年にハルジー朝が滅亡すると一時独立したものの、1323年にトゥグルク朝のウルグ・ハーンに遠征軍がやってくると、ワランガルとマドゥライを落とし、再服従させられた。
とはいえ、ホイサラ朝は屈従を強いられながらもかろうじて独立を保ち、一定の勢力を維持し続けた。1334年以降、トゥグルク朝に対して各地で起きた反乱に呼応したが、その過程で出来たヴィジャヤナガル王国とは敵対した。
だが、バッラーラ3世は1334年にトゥグルク朝から独立した南方のマドゥライ・スルターン朝との激しい抗争の末、1342年にカンナヌールでのマドゥライ軍との戦いに敗れて戦死して、50年にわたる長い治世を終えた。
その後、子のバッラーラ4世も数年間抵抗を続けるが、1346年にヴィジャヤナガル王国との戦いで戦死し、ホイサラ朝は滅亡した。

## 行政機構
ホイサラ朝の歴史は、碑文の解読によって、王を補佐する高官であるマハープラダーナ、地方長官と推察されるダンダナーヤカのほか、サルヴァーディカーリ、セーナーパティなどの官職若しくは称号があったことがわかってはいるが、統治機構がどのようなものであったかまでは分かっていない。

## ホイサラ様式
なお、ホイサラ朝時代は、壁面に細かなレリーフを施して、平面プランは、張り出し部をジグザグ状にもっているために星型になる三つの聖堂が一組になる独特なホイサラ様式の寺院が建てられた（ホイサラ型建築）。
主としてヴィシュヌヴァルダナが首都ドーラサムドラに建てたホイサレシューヴァラ寺院や、ホイサレシューヴァラ寺院よりやや古いと思われる首都のやや南西に位置するベールールに建てられたチェンナケーシャヴァ寺院が、さらに南西のカーヴェーリ川中流域のソーマナータプラに建てられたケーシャヴァ寺院が挙げられる。2023年にこの3か所はユネスコの世界遺産に登録された。
聖堂の屋根の平面プランは、基部にあわせた星型であるが横から見ると釣り鐘状である。寺院の基部には、最下部に象の列、その上に馬の列、神話的な動物たち、唐草模様、神話的な場面が所狭しと細かく彫り込まれている。

### 世界遺産の登録基準
この世界遺産は世界遺産登録基準のうち、以下の条件を満たし、登録された（以下の基準は世界遺産センター公表の登録基準からの翻訳、引用である）。
- (1) 人類の創造的才能を表現する傑作。
- (2) ある期間を通じてまたはある文化圏において、建築、技術、記念碑的芸術、都市計画、景観デザインの発展に関し、人類の価値の重要な交流を示すもの。
- (4) 人類の歴史上重要な時代を例証する建築様式、建築物群、技術の集積または景観の優れた例。

## 歴代君主
※記述無しの君主は、上に記された君主の子である。
- ヌリパ・カーマ（Nripa Kama, 在位：1022年 - 1047年）
- ヴィナヤーディティヤ（Vinayaditya, 在位：1047年 - 1098年）
- イェレヤンガ（Ereyanga, 在位：1098年 - 1100年）
- バッラーラ1世（Ballala I, 在位：1098年 - 1111年）
- ヴィシュヌヴァルダナ（Vishnuvardhana, 在位：1110年 - 1152年）（バッラーラ1世の弟）
- ナラシンハ1世（Narasimha I, 在位：1152年 - 1173年）
- バッラーラ2世（Ballala II, 在位：1173年 - 1220年）
- ナラシンハ2世（Narasimha II, 在位：1220年 - 1238年）
- ソーメーシュヴァラ（Someshvara, 在位：1238年 - 1262年）
- ナラシンハ3世（Narasimha III, 在位：1254年 - 1292年）（ソーメーシュヴァラの長子）
- バッラーラ3世（Ballala III, 在位：1292年 - 1342年）
- バッラーラ4世（Ballala IV, 在位：1342年 - 1346年）

### カンナヌール王統
- ラーマナータ（Ramanatha, 在位：1254年 - 1295年）（ソーメーシュヴァラの次子）
- ヴィシュヴァナータ（Vishvaanatha, 在位：1295年 - 1300年）